# Coliving
El concepto de Coliving (del inglés Co-living) hace referencia a un modelo residencial comunitario y posee grandes similitudes con el coworking o trabajo cooperativo y que no debe confundirse con cohousing o covivienda. El término no está actualmente incluido como vocablo en el DLE.
El concepto nace en Silicon Valley tras producirse una escasez en viviendas y un aumento de jóvenes profesionales a la ciudad. La idea del coliving es una extensión del trabajo cooperativo (o coworking) al mercado de la vivienda. Es un tipo de comunidad intencional enfocada para gente joven con el objetivo de agruparse en comunidades específicas (a diferencia de la diversidad que se podría observar en la covivienda), la coincidencia de intereses y objetivos ayuda al objetivo último del Coliving: agrupar jóvenes emprendedores y creativos en un mismo edificio en el que comparten espacios de forma que se fomente un desarrollo profesional.
Estas comunidades comparten muchos de los espacios habitacionales como el comedor, biblioteca o sala de estar de manera que se potencia las relaciones interpersonales y las experiencias compartidas por encima de la posesiones materiales. La variedad y cantidad de espacios compartidos es mayor que en la covivienda, puesto que está diseñado para favorecer la relación de sus residentes.
Hay ciudades y países que resultan especialmente atractivas para las comunidades de los nómadas digitales, por su variada oferta de servicios y facilidades. Siendo en el caso del habla hispana, el principal exponente México. con los populares destinos Playa del Carmen, Puerto Escondido, Guadalajara y la capital, Ciudad de México. Dentro de los principales proveedores de servicio encontramos a la multinacional Selina, así como opciones locales de alta calidad como Anana Coliving, en el caso de Playa del Carmen, o CO.404 en el Caso de Oaxaca y San Cristobal de las cosas. En Europa existe también un fuerte crecimiento en Coliving donde el mercado se espera que llegue a 550.000 millones de euros.
A diferencia de la covivienda, el coliving está pensado para cortos periodos de tiempo. Además, el espacio suele estar financiado por un promotor que define la arquitectura, busca el suelo, la financiación y, por último, entra la comunidad.
En definitiva, es un modelo de vivienda a medio camino el piso compartido y una residencia de estudiantes. Mientras que las residencias universitarias tienen un enfoque en cuanto a instalaciones y servicios, enfocado principalmente a estudiantes debido a su naturaleza, el coliving ofrece otros aspectos más valorados por otros usuarios/as como nómadas digitales o viajeros.